# شاتورو
شاتورو (به فرانسوی: Châteauroux) شهری در شهرستان اندر (Indre) در ناحیه سانتر (Centre) با جمعیت ۴۷٬۵۵۹ نفر در کشور فرانسه واقع شده‌است.